# Station Pasikurowice
Station Pasikurowice is een spoorwegstation in de Poolse plaats Pasikurowice.